# Jens Petter Hauge
Jens Petter Hauge (Bodø, 12 de outubro de 1999) é um futebolista norueguês que atua como ponta-esquerda. Atualmente, joga no Bodø/Glimt.

## Carreira
Revelado pelo Bodø/Glimt, Hauge assinou seu primeiro contrato profissional em abril de 2016. A estreia profissional foi na vitória por 6 a 0 sobre o IF Fløya, pela Copa da Noruega - entrou como substituto de Fitim Azemi aos 64 minutos e marcou um hat trick. O primeiro jogo de Hauge na Eliteserien foi contra o Strømsgodset, novamente entrando no decorrer da partida. Em 2018, foi emprestado ao Aalesund para ganhar mais experiência e foi reintegrado ao elenco do Bodø/Glimt no ano seguinte. Em 5 temporadas com a camisa aurinegra, Hauge disputou 118 jogos oficiais e marcou 38 gols, sagrando-se campeão norueguês em 2020
Pela fase de play-offs da Liga Europa da UEFA de 2020–21, seu desempenho contra o Milan (onde chegou a marcar um gol na derrota por 3 a 2) chamou a atenção do clube rossonero, que pagou 5 milhões de euros para contratar o jogador em outubro do mesmo ano, e o ponta-esquerda fez sua estreia na vitória por 3 a 0 sobre o Spezia, marcando seu primeiro gol pelo Milan contra o Celtic, novamente pela Liga Europa.
Sem espaço no Milan, foi emprestado ao Eintracht Frankfurt por um ano com opção de compra. Durante o período, foram 37 partidas disputadas e 3 gols, fazendo parte do elenco campeão da Liga Europa da UEFA de 2021–22. Ao final da temporada, o Eintracht anunciou a compra de Hauge em definitivo.
Em agosto de 2022, Hauge foi emprestado ao Gent por uma temporada.

## Carreira internacional
Tendo atuado nas seleções de base da Noruega, Hauge fez sua estreia no time principal em outubro de 2020, contra a Romênia, em jogo válido pela Liga das Nações da UEFA B.

## Vida pessoal
Seu irmão mais novo, Runar Hauge, é atacante e também estreou profissionalmente no Bodø/Glimt, em 2018

## Jogos pela Seleção Norueguesa
- Atualizado até até 9 de junho de 2022[15]

| Seleção | Ano   | Jogos | Gols |
| ------- | ----- | ----- | ---- |
| Noruega | 2020  | 1     | 0    |
| Noruega | 2021  | 7     | 0    |
| Noruega | 2022  | 2     | 0    |
| Total   | Total | 10    | 0    |

## Títulos
Bodø/Glimt
- Eliteserien: 2020

Eintracht Frankfurt
- UEFA Europa League: 2021–22

### Prêmios individuais
- Jogador jovem do ano de 2020 na Eliteserien: 2020